# Wiener Tagebuch
Wiener Tagebuch ist der gebräuchlichste Name für eine 1946 bis 1989 unter wechselnden Namen existierende, bis 1969 von der KPÖ finanzierte, später am Eurokommunismus orientierte österreichische Kulturzeitschrift, in der zahlreiche bedeutende Intellektuelle mitwirkten. Seit 2019 erscheint Tagebuch – Zeitschrift für Auseinandersetzung als Nachfolgeprojekt.

## Geschichte

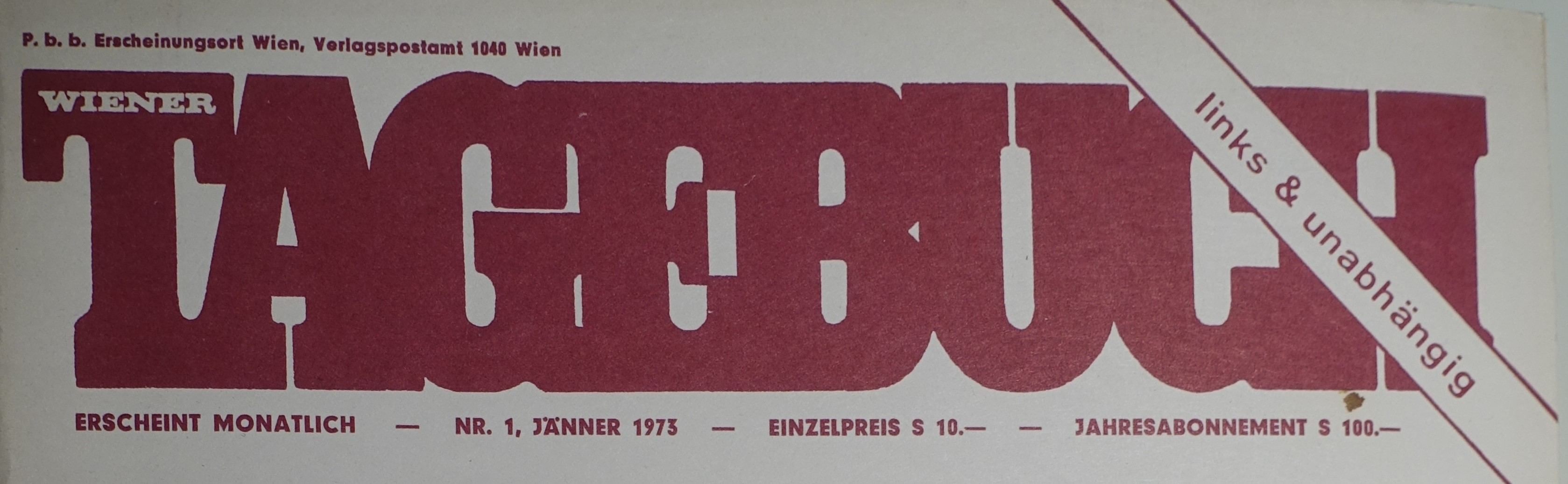
Zeitungskopf des Wiener Tagebuches von 1973

Als Österreichisches Tagebuch wurde die Zeitschrift 1946–1947 geführt von Alexander Sacher-Masoch, später vom als linientreuer geltenden Bruno Frei. 1950 bis 1969 hieß die Zeitschrift „Tagebuch“. Als Chefredakteur fungierte zunächst Viktor Matejka, der die Co-Herausgeber Ernst Fischer und Bruno Frei zugeordnet bekam. Die um 1950 auf etwa 500 verkaufte Exemplare heruntergewirtschaftete Zeitschrift erzielte durch Exporte in die nahe gelegenen Länder des Ostblocks zeitweilig große Auflagenzuwächse (auf weit über 10.000 Exemplare), was allerdings auch Interventionen der dortigen stalinistischen Regierungen zur Folge hatte. 1957 wurde im Gefolge des ungarischen Volksaufstands von 1956 statt Matejka der damals noch als einigermaßen parteitreu geltende Ernst Fischer als Chefredakteur eingesetzt, 1960 folgte ihm Bruno Frei. Im Zusammenhang mit dem Prager Frühling entfernte sich das „Tagebuch“ immer weiter von der mehrheitlich moskautreuen Linie der KPÖ.
1969 kam es zum Bruch. Während der letzten Jahrzehnte wurde die Zeitschrift als „Wiener Tagebuch“ geführt von Chefredakteuren wie Franz Marek, Leopold Spira, Martin Pollack und Hazel Rosenstrauch. Herausgeber, Eigentümer und Verleger waren der Verein "Freunde des Wiener Tagebuch".
Während ihrer gesamten Existenz stand die Zeitschrift stets für eine relativ offene, undoktrinär linke Haltung abseits einer engherzig ausgelegten Parteilinie. Sie stellt damit ein wertvolles Dokument zur österreichischen und europäischen Kulturgeschichte der Nachkriegszeit dar. Zu ihren Beiträgern gehörten unter anderem Ryszard Kapuscinski, Georg Lukács und Eric John Hobsbawm. Die Zeitschrift zog besonders auch in der Periode nach 1968 zahlreiche jüngere Literaten wie Claudio Magris, Erich Hackl und Karl-Markus Gauß an. Letztlich scheiterte das Projekt aber doch an der Ausdünnung und Überalterung der Kernleserschaft klassischer Linksintellektueller.
Das Tagebuch war ein Kind des Prager Frühlings, der Niederschlagung des Versuches, einen sozialistischen Ausweg aus der Sackgasse des Stalinismus zu finden. Getragen wurde die Zeitschrift von einem kleinen politischen Milieu, das sich mehrheitlich aus ehemaligen Mitgliedern der KPÖ zusammensetzte und im dritten Weg eine neue politische Orientierung fand. Nach dem Dahinsiechen des eurokommunistischen Projektes kam die Zeitschrift zunehmend in Turbulenzen, denen die Redaktion mittels einer Reform zu begegnen versuchte. In der Redaktionserklärung zur Einstellung wird die Reform als gescheitert bezeichnet, obwohl die Zahl der Abonnenten auf 2.500 erhöht werden konnte.

## Nachfolge-Projekt
Seit 2019 gibt es das Nachfolge-Projekt Tagebuch – Zeitschrift für Auseinandersetzung aus Wien.
Chefredakteur und Herausgeber ist Samuel Stuhlpfarrer. Weitere aktuelle Mitglieder der Redaktion sind die Schriftstellerin Jana Volkmann, der Politikwissenschafter Benjamin Opratko sowie die Erwachsenenbildnerin Sonja Luksik. Regelmäßig veröffentlichen darin u. a. die Autorin Raphaela Edelbauer, der Jurist und Politiker Alfred J. Noll, der Politikwissenschaftler Ulrich Brand, der die Historiker Wolfgang Häusler und der Schriftsteller Richard Schuberth. Unter den Beitragenden finden sich mit Hazel Rosenstrauch, Erich Hackl und Karl-Markus Gauß auch Autorinnen und Autoren aus dem früheren "Wiener Tagebuch". Die Erstauflage lag bei 10.000 Stück.
Die Zeitschrift wird über Abonnements und freie Verkäufe vertrieben. Der Verbreitungsschwerpunkt liegt auf Wien, wo rund 60 Prozent der Abonnenten leben.
Die Aufgabe der Illustration der Zeitschrift wird jahresweise an Künstler vergeben.
Im September 2022 erhielt der Herausgeber Stuhlpfarrer für seine Arbeit den Walther-Rode-Preis.